# 讀音統一會
中華民國教育部於1913年2月15日至5月22日召開「讀音統一會」，通過「國音標準」以及拼注國音的「注音字母」。

## 前身
1911年，清朝學部中央委員會以張謇為會長，有196名成員。1911年6月召開會議，於8月10日通過《統一國語辦法案》。法案內容規定，以北京話為國語，並且要以五原則定訂音標，制定的五個原則是：音韻須準須備，拼音法須合公例，字畫須簡，形式須美，書寫須便。但此方案因為第二年改朝換代而中止。

## 讀音統一會籌備處
中華民國成立後不久，浙江人蔡元培於五月至北京擔任教育總長，由於蔡元培在歐洲時已與吳敬恆相往來，蔡氏同時邀請吳敬恆北上擔任制定國音字母之工作。1912年6月26日，中華民國北京臨時政府公布「國務院官制」，設「教育部」。12月教育部制定《讀音統一會章程》，依章程設立「讀音統一會籌備處」，吳敬恆擔任籌備處主任。:74-75
吳敬恆擔任籌備處主任後制定《讀音統一會章程》，於1912年12月2日公布。在會員的組成上，教育部延聘員無定額，每省代表2人，華僑1人。:75-76
1913年1月15日，吳敬恆就職。吳敬恆擬訂9項「進行程式」，分別是定名、徵集、會規、審定讀音、歸納母韻、採定字母、編注字典、集刻音表、頒布學校。預計依序組成會議，做成決議並加以執行。:18-20

### 讀音統一會成員
依教育部的公告，此會共有會員80名，其中延聘員30餘人，部派員10餘人，各地代表員30餘人。成員的省籍及人數是，江蘇人最多，18人；其次為浙江9人，直隸8人；湖南、福建、廣東皆4人，湖北、四川、廣西皆3人，山東、山西、河南、陝西、甘肅、安徽、江西、奉天、吉林、黑龍江皆2人，雲南、貴州、新疆、蒙古皆1人。江蘇浙江會員佔全數的三分之一。

## 會議過程
1913年2月15日，讀音統一會正式開會，當日到會者44人，經過票選，由江蘇人吳敬恆當選會長，直隸人王照當選副會長。會議過程爭執不斷，吳敬恆辭去會長職務，4月23日，由副議長王照接任議長。5月7日，王照請病假，會員公推王璞接任主席。5月13日，通過國音推行方法7條。統一讀音會於5月22日會議結束，將成果送交教育部後閉幕。:82-86

### 成果
審定國音
會議的第一步是審定國音，會員以淸李光地《音韻闡微》中的「備審字」作爲審音字類，依每省一票表決，逐一比較。經過一個多月，審定6,500多個字的「讀音」。
歸納母韻
歸納出27個聲母，15個韻母。
採定字母
依據馬裕藻、朱希祖、錢稻孫、許壽裳（4人為浙江籍會員）、周樹人（即魯迅，教育部代表會員，浙江人）之提議，於3月12日獲得出席人數45人之中的29人贊成，通過以他們五人的老師，浙江人章太炎，於1908年所創造之「紐文」、「韻文」為主體的記音符號。經逐字核對，3月13日公定注音字母39字，分別為：ㄅ、ㄆ、ㄇ、ㄈ、ㄪ、ㄉ、ㄊ、ㄋ、ㄌ、ㄍ、ㄎ、ㄫ、ㄏ、ㄐ、ㄑ、ㄬ、ㄒ、ㄓ、ㄔ、ㄕ、ㄖ、ㄗ、ㄘ、ㄙ、ㄧ、ㄨ、ㄩ、ㄚ、ㄛ、ㄝ、ㄞ、ㄟ、ㄠ、ㄡ、ㄢ、ㄣ、ㄤ、ㄥ、ㄦ。:22-27